# Das Wesen des Christentums

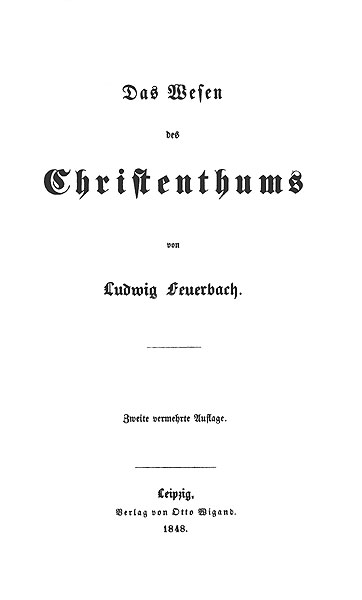
Capa do livro A Essência do Cristianismo (1841)

Das Wesen des Christentums é um livro escrito por Ludwig Feuerbach e publicado pela primeira vez em 1841. Ele explica a filosofia de Feuerbach e a crítica da religião. A teoria feuerbachiana da alienação seria usada mais tarde por Karl Marx.
O livro é muitas vezes considerado um clássico do humanismo e o magnum opus do seu autor. Na época, Feuerbach foi considerado um vanguardista da escola dos jovens hegelianos de filosofia.